# 당적

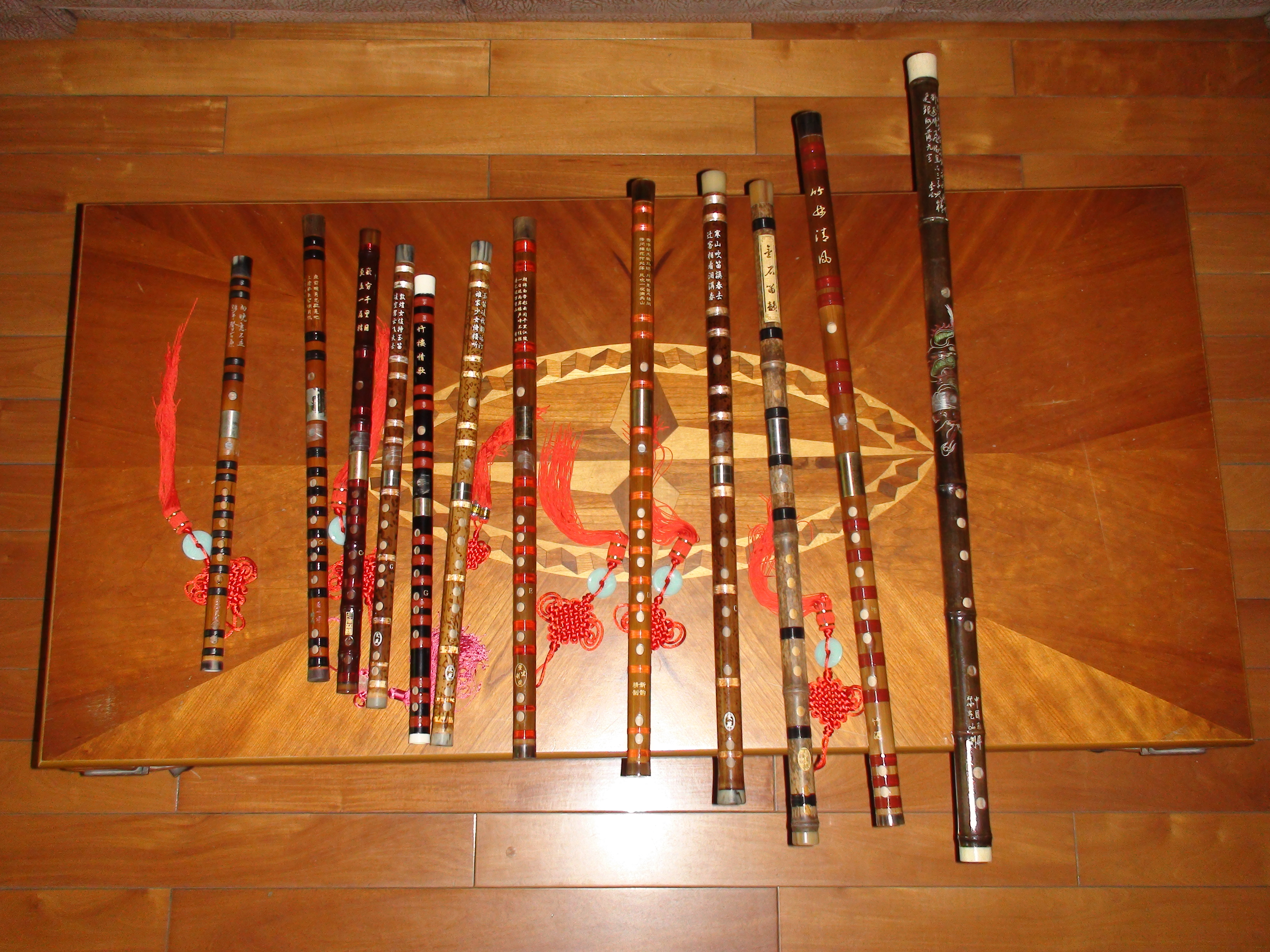

당적(唐笛, Dizi)은 관악기의 하나이다. 죽부악기이며, 당악기이다. 비교적 가늘고 짧은 대나무에 구멍을 뚫고 가로 부는 악기이다. 옥을 굴리듯 맑은 소리가 난다.
본래 당악계에 쓰던 것이나, 현재는 '보허자' '낙양춘' 같은 당악은 물론 종묘제향악·향악계 연례악 등에 쓰인다. 중국에서 들어온 악기로, 고려 문종 쓰인 기록이 있어서 고려 초기부터 쓰여 온 악기로 보기도 한다.

## 특징
직경이 9푼쯤 되는 해묵은 황죽(黃竹)을 길이가 1자 4치쯤 되게 잘라서 위끝은 봉하고 끝에서 3치쯤 내려와 취구(吹口)를 뚫고 그 밑에 차례로 손 짚는 구멍(指孔)을 6개 뚫는다. 부는 법은 대금과 같이 머리쪽을 왼편 어깨에 얹고 가로 분다. 음넓이는 아래 임종에서 위임종까지(내림나1- 내림나3·b1 flat-b3 flat) 2옥타브이다.

## 같이 보기
- 중국 음악